# Pan Kleks
Pan Kleks, właśc. Ambroży Kleks – czarodziej, fikcyjny bohater baśniowej opowieści napisanej przez Jana Brzechwę, o niezwykłej Akademii prowadzonej przez Ambrożego Kleksa, do której uczęszczać mogą jedynie chłopcy, których imiona zaczynają się na literę „A”. W Akademii jada się malowane potrawy, opisuje sny i rzuca atramentem na lekcjach, a postacie z bajek są realnie istniejącymi istotami. Był uczniem doktora Paj-Chi-Wo.
Przyjmuje się, że pierwowzorem postaci Pana Kleksa był Franciszek (Franc) Fiszer, filozof, popularna postać wśród warszawskich literatów i artystów.

## Książki
Cykl opowieści o Panu Kleksie składa się z trzech tomów, początkowo wydanych osobno:
- Akademia pana Kleksa (1946)
- Podróże pana Kleksa (1961)
- Tryumf pana Kleksa (1965)

Wszystkie trzy tomy zostały ponownie wydane jako jeden wolumin Pan Kleks w 1968 roku, z ilustracjami Jana Marcina Szancera.

## Ekranizacje
- filmy fabularne z Piotrem Fronczewskim w roli głównej (z fragmentami animowanymi), wszystkie w reżyserii Krzysztofa Gradowskiego:
  - Akademia pana Kleksa (1983)
  - Podróże pana Kleksa (1985)
  - Pan Kleks w kosmosie (1988)
- animowany z głosem Piotra Fronczewskiego (z fragmentami aktorskimi):
  - Tryumf pana Kleksa (2001)
- kolejna filmowa ekranizacja z Tomaszem Kotem w roli głównej:
  - Akademia pana Kleksa (2023)